# Sepia aculeata
Sepia aculeata je druh sépie z podrodu Acanthosepion. Do stejného podrodu ještě patří asi deset dalších druhů.
Typový exemplář pochází z Jávy a je uložen v Národním přírodovědném muzeu v Paříži.

## Oblast rozšíření
Sepia aculeata je rozšířena od pobřeží Indie (Arabské moře) až k jižnímu Japonsku, přičemž rozšíření zahrnuje Bengálský záliv, Andamanské moře, Thajský záliv, pobřeží Indonésie, Jihočínské moře, Východočínské moře, Žluté moře a Japonské moře.

## Vzhled a chování
Sepia aculeata má plášť velký až 230 mm a váží až 1,3 kg. Žije při dně v hloubce do 60 m. U indického pobřeží se nachází v průběhu celého roku, což naznačuje prodlouženou dobu tření. Nejaktivnější je od ledna do dubna a v druhé polovině roku ve východních vodách, v jihozápadních vodách je pak nejaktivnější v dubnu, červenci a prosinci. V oblasti Hongkongu se tře na kontinentálním šelfu v hloubce 5–20 m od března do května při teplotě 18 až 24 °C. V Thajském zálivu se tře v hloubce 10 až 50 m po celý rok s největší aktivitou v březnu až dubnu a v srpnu až září. V Bengálském zálivu byli nalezeni nejmenší dospělí jedinci, kteří měli velikost pláště 70 mm.

## Ohrožení
Velikost populace této sépie není známá. Sépii ohrožuje neregulovaný komerční lov, zejména v oblastech kolem Indie, Srí Lanky, Thajska, Tchaj-wanu a Číny. U Hongkongu je lovena i v průběhu tření.